# Deutsche Breitwandfilme in Franscope
Die Liste führt alle in Franscope gedrehten deutschen Breitwandfilme auf.

## Filme
- 1963: Die Dreigroschenoper
- 1964: Die Tote von Beverly Hills
- 1964: Lausbubengeschichten
- 1965: Serenade für zwei Spione
- 1965: Das Vermächtnis des Inka
- 1966: Todesfalle Beirut